# عمرو خالد

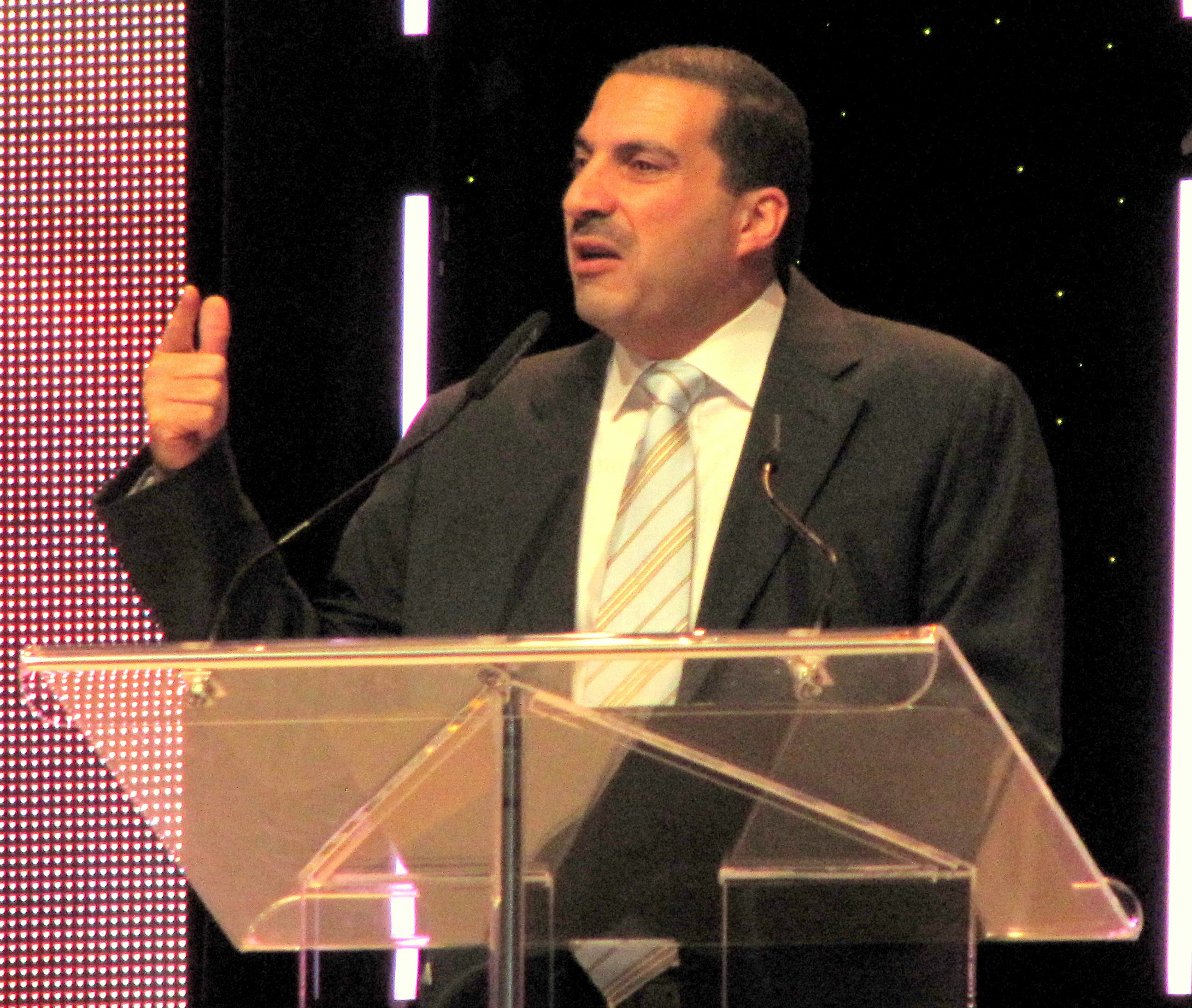
عمرو خالد

عمرو محمد حلمی خالد یکی از برجسته‌ترین سخنرانان، داعیان و فعالان مسلمان در جهان عرب است. در ارتباط با میزان محبوبیت عمروخالد در جهان عرب قابل ذکر است که مجله نیویورک تایمز در ۳۰ آوریل ۲۰۰۶ از او به عنوان محبوب‌ترین و تأثیرگذارترین سخنران تلویزیونی مسلمان در جهان یاد کرده‌است و اخیراً به عنوان سیزدهمین شخصیت تأثیرگذار دنیا توسط مجله تایم ششمین روشنفکر تأثیرگذار دنیا توسط مجله پروسپکت معرفی شده‌است. برنامه‌های تلویزیونی او در دنیای عرب بسیار محبوب بوده و او را به عنوان فردی طرفدار اسلامی میانه‌رو و دارای سعه صدر می‌شناسند.

## زندگی او
عمرو خالد در سال ۱۹۶۷ در اسکندریه مصر متولد شد. او در سال ۱۹۸۸ در رشته بازرگانی از دانشگاه قاهره فارغ‌التحصیل شد. در سال ۲۰۰۱ لیسانس خود را از مرکز مطالعات اسلامی دریافت نمود. او هم‌اکنون موفق شده‌است دکترای خود را از دانشگاه ولز در رشته اسلام و هم‌زیستی با غرب دریافت نماید.
او در سال ۱۹۹۰ و هنگامیکه هنوز به عنوان یک حسابدار مشغول به کار بود، سخنرانی در مساجد را آغاز نمود. در سال ۱۹۹۸ او به صورت تمام وقت به سخنرانی در شبکه‌های ماهواره‌ای می‌پرداخت. سخنرانی‌های محبوب عمروخالد، که معمولاً از طریق کانال اقرا بر روی ماهواره نایلست پخش می‌شد، همگی در اینتزنت به صورت صوتی و تصویری توزیع شده‌اند.

## دیدگاه‌ها و گرایش‌های او
عمروخالد تندروی را رد می‌کند و شدیداً اعمال افرادی مانند اسامه بن لادن را مورد انتقاد قرار می‌دهد. او اعلام کرد که مسلمانان عرب خواهان زندگی و هم‌زیستی مسالمت‌آمیز و صلح طلبانه با دنیای غرب هستند. آموزه‌های اصلی او شامل صحبت در مورد اعمال روزمره برای نزدیکی به خداوند مهربان، تواضع و مؤدب بودن می‌باشد. او معتقد است جامعه‌ای که خواهان پیشرفت و ترقی است باید متحول شده و خود را از قعر جدول و پایین‌ترین سطح رهایی بخشد.
عمرو خالد به دنبال پیشرفت جامعه در ملت‌های عرب و مسلمان بر اساس آن چیزی است که او آن را «پیشرفت مبتنی بر ایمان» (التنمیه بالایمان) می‌نامد. این ایده‌ای است برای افراد تا بتوانند باعث پیشرفت و ترقی جوامع و کشورهای خود از طریق ایمان به عنوان یک عامل برانگیزاننده و رهنمونگر شوند.
شنوندگان اصلی عمروخالد را افراد عرب ۱۵ تا ۳۵ سال تشکیل می‌دهند. عمرو خالد معتقد است که این قشر از افراد بیشترین توانایی را برای متحول ساختن جهان اسلام دارا هستند. او مشهور به داشتن زبانی قابل فهم برای عامه مردم و برخوردی دوستانه و محبت‌آمیز است به‌طوری‌که در بسیاری از اوقات در خلال صحبت‌هایش به لطیفه گویی و مزاح می‌پردازد.

## برنامه‌های تلویزیونی او

### سازندگان زندگی (صناع الحیاة)
برنامه‌ای تلویزیونی که در سال‌های ۲۰۰۴ تا ۲۰۰۵ توسط عمروخالد ارائه شد و از مفهوم اصلی زندگی او سرچشمه می‌گرفت. این برنامه بر روی حرکت از حالت سخنرانی دینی صرف و محض به سمت پروژه‌های عملی و اجرایی متمرکز بوده و هدف اصلی برنامه ایجاد یک انقلاب و احیاء در جهان عرب و اسلام است. پروژه‌ها در زمینه کشاورزی، آموزش، صنایع کوچک، بهداشت و زمینه‌های دیگر آغاز شده‌اند و در حال تکمیل شدن می‌باشند.

### پا به پای دوست (علی خطی الحبیب)
برنامه رمضان ۲۰۰۵ عمرو خالد بود که در آن به موشکافی و شرح زندگی و سیره پیامبر اسلام می‌پردازد. این برنامه بر روی زندگی شخصی پیامبر تمرکز می‌کند و اینکه او چگونه با مشکلات و شرایط سخت زندگی خود برخورد می‌کرد.

### به نام تو زنده می‌شویم (باسمک نحیا)
برنامه تلویزیونی عمروخالد در رمضان ۲۰۰۶ بود که به صورت زنده پخش می‌شد. ایده اصلی این برنامه تقویت ایمان بینندگان از طریق پرداختن به معانی اسماء خداوند است.

### دعوت بههم‌زیستی(دعوة للتعایش)
برنامه‌ای تلویزیونی که در سال ۲۰۰۷ توسط عمرو خالد ارائه شد و تمرکز آن بر روی بالا بردن توانایی افراد در هم‌زیستی با دیگران با وجود اختلافات در عقاید، دیدگاه‌ها و فرهنگ آن هاست. او این کار را از طریق بررسی و الگو گرفتن از زندگی امامان اربعه اهل سنت (ابوحنیفه، شافعی، احمد حنبل، مالک) انجام می‌دهد.

### داستان‌های قرآن (قصص القرآن)
آخرین برنامه عمروخالد است که در رمضان ۲۰۰۸ اولین بخش و در رمضان ۲۰۰۹ دومین بخش از آن پخش شده‌است. در بخش اول به درس‌هایی اخلاقی نه تنها از پیامبران بلکه از مردم عادی که درقرآن داستان آن‌ها ذکر شده می‌پردازد. ایده اصلی این برنامه ایجاد شور و اشتیاق در بینندگان است تا اینکه در جامعه‌شان فعال تر و مؤثرتر و مثبت تر باشند. در بخش دوم عمرو خالد با همین ایده اما با بررسی زندگی موسی، پیامبر یهود و نتیجه‌گیری از آن سعی در بهبود نوع نگرش و ایجاد روحیه مثبت و مؤثر در بینندگان دارد.

## انتقادات
علمای سنتی دانشگاه الازهر از بالا رفتن محبوبیت او در میان مردم نگران و ناراضی هستند. مقامات مصری هشدار دادند تعداد افرادی که از طبقات بانفوذ و خانواده‌های ثروتمند تحت تأثیر آموزه‌های او قرار گرفته‌اند به شدت در حال افزایش است و این باعث شد تا او را وادار به ترک کشور و تبعید نمایند هرچند او در جواب بینندگانش اعلام کرد که برنامه‌های او در مصر یا دیگر کشورهای عربی ممنوع نشده‌است تا اینکه اخیراً او به کشورش مصر بازگشت. پس از آن او در برنامه یوم السبعه در گفتگو با محمود سعاد اعلام کرد که مقامات مصری به او گفته‌اند که اگر می‌خواهد در مصر بماند باید از هرگونه اظهارنظر عمومی در مقابل مواردی که برای او قابل قبول نیست جلوگیری کند. از این رو او سفر چهار ساله بیروت – لندن خود را آغاز نمود.
در روز ۳۰ می۲۰۰۴، بریتیش ساندی تایمز گزارش داد که سر آندره تورنبال وزیر امور خارجه دولت و یکی از نزدیکترین مشاوران تونی بلر تصمیم گرفت تا از عمروخالد درخواست نمود تا به عنوان مشاور در امور مربوط به مسلمانان از او بهره گیرد. این موضوع باعث شد تا به اعتبار عمروخالد در میان مسلمانانی که از برخورد غرب با خود ناراضی بودند، لطمه وارد شود.